# Conioscinella apiomorphae
Conioscinella apiomorphae är en tvåvingeart som beskrevs av Spencer 1978. Conioscinella apiomorphae ingår i släktet Conioscinella och familjen fritflugor. Inga underarter finns listade i Catalogue of Life.